# Светски дан без аутомобила
Светски дан без аутомобила се обележава 22. септембра сваке године. Неки европски градови обележавају Светски дан без аутомобила у периоду од 16. до 22. септембра када показују своју одлучност за чист и одржив градски превоз. Светски дан без аутомобила подстиче возаче да на један дан одустану од аутомобила и користе јавни превоз, возе бицикл или једноставно шетају.
Први организовани дани без аутомобила су одржани у исландском главном граду Рејкјавик, британском граду Бат и француском граду Ла Рошел. Први организовани дан без аутомобила на државном нивоу се десио у Уједињеном Краљевству 1997. године. Европска комисија је подржала иницијативу 2000. године и те године широм Европе  је 22. септембра одржан Светски дан без аутомобила.